# تشوكبول
تشوكبال هي رياضة جماعية تم تطويرها في السبعينيات من قبل عالم الأحياء السويسري هيرمان براندت. كان براندت قلقًا بشأن عدد الإصابات في الرياضة في ذلك الوقت وكجزء من دراسة تعليمية أراد إنشاء رياضة تقلل الإصابات، وليست عدوانية بين اللاعبين، وتمكن الأشخاص من جميع الأشكال والأحجام والأجناس والثقافات والخلفيات للعب معاً.
عادة ما تُلعب هذه الرياضة في ملعب داخلي بمساحة 27 مترًا في 16 مترًا. يوجد في كل طرف «إطار» (جهاز مشابه للترامبولين ترتد الكرة منه) يقيس مترًا مربعًا واحدًا ومنطقة محظورة على شكل حرف D نصف دائري، يبلغ نصف قطرها ثلاثة أمتار. يمكن لكل فريق أن يسجل في إي طرف للملعب، ويتألف الفريق من 12 لاعبًا، 7 منهم في الملعب في أي وقت. من أجل تسجيل نقطة، يجب أن يرمي اللاعب المهاجم الكرة، وأن تضرب الإطار وترتد خارج المنطقة المحظورة دون أن يمسكها الفريق المدافع. يحظر الاتصال الجسدي، ولا يجوز للمدافعين اعتراض تمريرات الفريق المهاجم. يمكن للاعبين اتخاذ ثلاث خطوات مع الكرة، والإمساك بالكرة لمدة ثلاث ثوانٍ كحد أقصى، ولا يجوز للفرق تمرير الكرة أكثر من ثلاث مرات قبل تصويبها على الإطار.